# Siergiej Puskiepalis
Siergiej Witauto Puskiepalis (ros. Сергей Витауто Пускепалис; ur. 15 kwietnia 1966 w Kursku, zm. 20 września 2022) – rosyjski aktor filmowy, teatralny i telewizyjny, również reżyser teatralny.

## Życiorys
Jego ojciec był Litwinem, a matka - mieszkającą w Mołdawii Bułgarką. Siergiej studiował aktorstwo w Saratowie i w Moskwie, z przerwą na służbę wojskową w radzieckiej marynarce wojennej.
Zasłynął ze współpracy z reżyserem Aleksiejem Popogriebskim. Kreacja w jego filmie Proste sprawy (2007) przyniosła mu m.in. nagrodę aktorską na MFF w Karlowych Warach oraz na Festiwalu Kina Rosyjskiego Kinotawr w Soczi. Z kolei za rolę w Jak spędziłem koniec lata (2010), wraz z partnerującym mu w tym obrazie Grigorijem Dobryginem, Puskiepalis otrzymał Srebrnego Niedźwiedzia dla najlepszego aktora na 60. MFF w Berlinie.
Wystąpił również w takich filmach, jak m.in. Syberia, Monamour (2011) Sławy Rossa czy Bitwa o Sewastopol (2015) Siergieja Mokrickiego.